# Bronx Open 2019
Bronx Open 2019, oficiálním názvem NYJTL Bronx Open 2019, byl tenisový turnaj pořádaný jako součást ženského okruhu WTA Tour, který se odehrával na otevřených dvorcích s tvrdým povrchem DecoTurf v Cary Leeds Center Crotona Parku. Událost probíhala mezi 18. až 24. srpnem 2019 v newyorském Bronxu jako premiérový ročník turnaje. V kalendáři WTA nahradil kanadský Tournoi de Québec hraný v zářijovém termínu.
Turnaj s rozpočtem 250 000 dolarů patřil do kategorie WTA International. Nejvýše nasazenou hráčkou ve dvouhře se stala dvacátá osmá žena klasifikace a obhájkyně titulu Wang Čchiang z Číny, kterou v semifinále vyřadila Camila Giorgiová po nevyužití čtyř mečbolů. Jako poslední přímá účastnice do dvouhry nastoupila 69. hráčka žebříčku Němka Andrea Petkovicová.
Premiérový titul na okruhu WTA Tour vybojovala polská kvalifikantka Magda Linetteová. Čtyřhru vyhrál chorvatsko-španělský pár Darija Juraková a María José Martínezová Sánchezová, jehož členky získaly první společnou trofej.

## Distribuce bodů a finančních odměn

### Distribuce bodů
| Soutěž  | vítězky | finalistky | semifinalistky | čtvrtfinalistky | 16 v kole | 32 v kole | Q  | Q3 | Q2 | Q1 |
| ------- | ------- | ---------- | -------------- | --------------- | --------- | --------- | -- | -- | -- | -- |
| dvouhra | 280     | 180        | 110            | 60              | 30        | 1         | 18 | 14 | 10 | 1  |
| čtyřhra | 280     | 180        | 110            | 60              | 1         | —         | —  | —  | —  | —  |

### Finanční odměny
| Soutěž                                | vítězky  | finalistky | semifinalistky | čtvrtfinalistky | 16 v kole | 32 v kole | Q     | Q2    | Q1    |
| ------------------------------------- | -------- | ---------- | -------------- | --------------- | --------- | --------- | ----- | ----- | ----- |
| dvouhra                               | 43 000 $ | 21 400 $   | 11 300 $       | 5 900 $         | 3 310 $   | 1 920 $   | 810 $ | 590 $ | 430 $ |
| čtyřhra                               | 12 300 $ | 6 400 $    | 3 435 $        | 1 820 $         | 960 $     | —         | —     | —     | —     |
| částky ve čtyřhře jsou uváděny na pár |          |            |                |                 |           |           |       |       |       |

## Ženská dvouhra

### Nasazení
| Stát                          | Hráčka                    | WTA | Nasazení |
| ----------------------------- | ------------------------- | --- | -------- |
| Čína                          | Wang Čchiang              | 17. | 1.       |
| Španělsko                     | Carla Suárezová Navarrová | 29. | 2.       |
| Česko                         | Barbora Strýcová          | 31. | 3.       |
| Čína                          | Čang Šuaj                 | 34. | 4.       |
| Česko                         | Kateřina Siniaková        | 38. | 5.       |
| Čína                          | Čeng Saj-saj              | 39. | 6.       |
| Kazachstán                    | Julia Putincevová         | 42. | 7.       |
| Austrálie                     | Ajla Tomljanovićová       | 46. | 8.       |
| Bělorusko                     | Aljaksandra Sasnovičová   | 47. | 9.       |
| Česko                         | Karolína Muchová          | 48. | 10.      |
| Žebříček WTA k 12. srpnu 2019 |                           |     |          |

### Jiné formy účasti

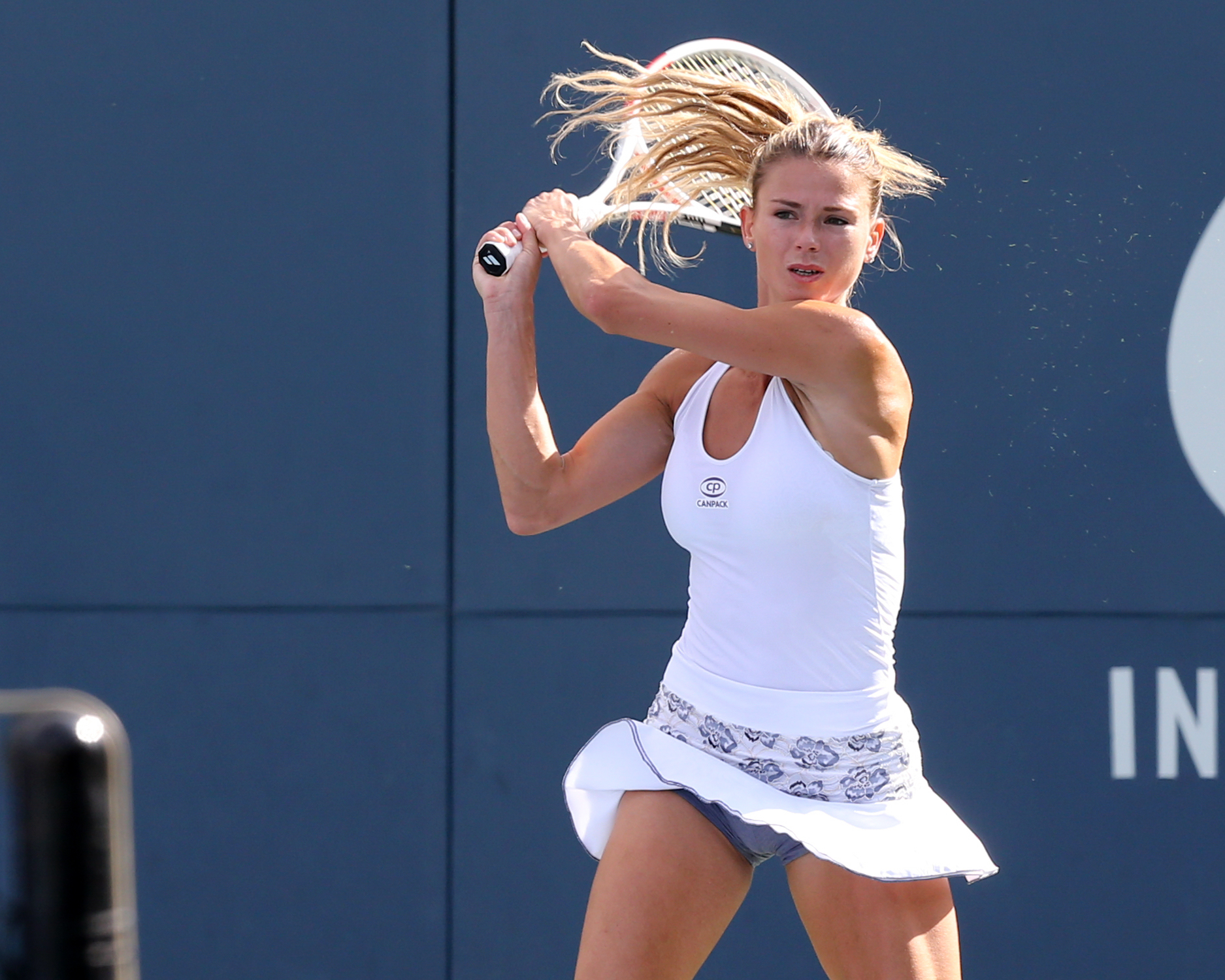
Italská finalistka dvouhry Camila Giorgiová

Následující hráčky obdržely divokou kartu do hlavní soutěže:
- Kristie Ahnová
- Bernarda Peraová
- Coco Vandewegheová

Následující hráčky si zajistily postup do hlavní soutěže v kvalifikaci:
- Fiona Ferrová
- Kaia Kanepiová
- Magda Linetteová
- Anastasija Potapovová
- Jil Teichmannová
- Ču Lin

Následující hráčky postoupily z kvalifikace jako tzv. šťastné poražené:
- Anna Blinkovová
- Viktorija Golubicová
- Laura Siegemundová

### Odhlášení
před zahájením turnaje
- Danielle Collinsová → nahradila ji  Veronika Kuděrmetovová
- Anna-Lena Friedsamová → nahradila ji  Wang Ja-fan
- Johanna Kontaová → nahradila ji  Karolína Muchová
- Anett Kontaveitová → nahradila ji  Margarita Gasparjanová
- Maria Sakkariová → nahradila ji  Kateryna Kozlovová
- Carla Suárezová Navarrová → nahradila ji  Viktorija Golubicová
- Ajla Tomljanovićová → nahradila ji  Anna Blinkovová
- Dajana Jastremská → nahradila ji  Alison Van Uytvancková
- Čeng Saj-saj → nahradila ji  Laura Siegemundová

### Skrečování
- Anastasija Potapovová (respirační potíže)
- Ču Lin (poranění levé dolní končetiny)[4]

## Ženská čtyřhra

### Nasazení
| Stát                                                                      | Hráčka              | Stát             | Hráčka                         | WTA | Nasazení |
| ------------------------------------------------------------------------- | ------------------- | ---------------- | ------------------------------ | --- | -------- |
| Austrálie                                                                 | Samantha Stosurová  | Čína             | Čang Šuaj                      | 23. | 1.       |
| Čínská Tchaj-pej                                                          | Čan Chao-čching     | Čínská Tchaj-pej | Latisha Chan                   | 31. | 2.       |
| Chorvatsko                                                                | Darija Juraková     | Španělsko        | María José Martínez Sánchezová | 69. | 3.       |
| USA                                                                       | Desirae Krawczyková | Polsko           | Alicja Rosolská                | 70. | 4.       |
| Žebříček WTA k 12. srpnu 2019; číslo je součtem umístění obou členek páru |                     |                  |                                |     |          |

### Jiné formy účasti
Následující páry obdržely divokou kartu do hlavní soutěže:
- Kristie Ahnová /  Vania Kingová
- Sie Šu-wej /  Sie Jü-ťie

## Přehled finále

### Ženská dvouhra
- Magda Linetteová vs.  Camila Giorgiová, 5–7, 7–5, 6–4

### Ženská čtyřhra
- Darija Juraková /  María José Martínezová Sánchezová vs.  Margarita Gasparjanová /  Monica Niculescuová, 7–5, 2–6, [10–7]